# Salto Oshi
Salto Oshi ou Cataratas do Rei Jorge VI Encontra-se no rio Oshi no oeste de Guiana Essequiba próximo a fronteira com a Venezuela. Sua altura com frequência tem sido registada em 488 metros e essa cifra publicou-se muitas vezes durante várias décadas, mas considera-se agora exagerada. (O erro pode ter sua origem numa medida em pés que se confunde com uma medida em metros). A altura das cataratas não se determinou de forma fiável, mas se acha que está entre os 153 e 214 metros. Ainda que não é tão alta como faz tempo se pensava, sua combinação de altura e grande volume de água, a convertem numa das cascatas mais impressionantes da região. As quedas foram descobertas em 1938 pelos relatórios do cientista dinamarquês Paul A. Zaul.